# Halny (film)
Halny – polski film dokumentalny w reżyserii Jakuba Brzosko.
Halny jest filmem dokumentalnym ukazującym wiatr halny zarazem jako zjawisko przyrodnicze i meteorologiczne oraz jako element krajobrazu społecznego. W filmie o swoich wspomnieniach związanych z halnym opowiadają członkowie TOPRu, oraz mieszkańcy Podhala.

## Festiwale
Premiera filmu odbyła się 4 grudnia 2011 w Krakowie na 9. Krakowskim Festiwalu Górskim. 11 grudnia 2011 film został zaprezentowany na VII Warszawskim Przeglądzie Filmów Górskich w Warszawie. 21 września 2012 w Lądku-Zdroju został wyświetlony na Przeglądzie Filmów Górskich. W 2012 film pokazywany był także na 8. Spotkaniu z Filmem Górskim w Zakopanem.

## Obsada[2]
- Jakub Brzosko
- Henryk Florkowski jako pilot śmigłowca
- Kazimierz Gąsienica-Byrcyn
- Michał Jagiełło
- Anna Król
- Apoloniusz Rajwa
- dr Paweł Skawiński
- Rysiu Stanuch
- dr Marek Szpot
- Krzysztof Trebunia-Tutka
- Władysław Trebunia-Tutka

### Tancerze[2]
- Paweł Mądry
- Adam Tracz
- Andrzej Stopka
- Paweł Stopka

### Śpiew góralski[2]
- Kasia Stanuch
- Krzysztof Trebunia-Tutka
- Władysław Trebunia-Tutka

### Lektor
- Jacek Zięba-Jasiński[8]